# Souvigny-en-Sologne
Souvigny-en-Sologne és un municipi francès, situat al departament del Loir i Cher i a la regió de Centre – Vall del Loira. L'any 2007 tenia 476 habitants.

## Demografia

### Població
El 2007 la població de fet de Souvigny-en-Sologne era de 476 persones. Hi havia 208 famílies, de les quals 56 eren unipersonals (24 homes vivint sols i 32 dones vivint soles), 88 parelles sense fills, 56 parelles amb fills i 8 famílies monoparentals amb fills.
La població ha evolucionat segons el següent gràfic:
Habitants censats

### Habitatges
El 2007 hi havia 309 habitatges, 218 eren l'habitatge principal de la família, 83 eren segones residències i 8 estaven desocupats. 303 eren cases i 6 eren apartaments. Dels 218 habitatges principals, 155 estaven ocupats pels seus propietaris, 54 estaven llogats i ocupats pels llogaters i 9 estaven cedits a títol gratuït; 1 tenia una cambra, 15 en tenien dues, 51 en tenien tres, 61 en tenien quatre i 90 en tenien cinc o més. 155 habitatges disposaven pel capbaix d'una plaça de pàrquing. A 95 habitatges hi havia un automòbil i a 102 n'hi havia dos o més.

### Piràmide de població
La piràmide de població per edats i sexe el 2009 era:
| Homes | Edats   | Dones |
| ----- | ------- | ----- |
| 0     | 95 o +  | 4     |
| 4     | 90 a 94 | 16    |
| 4     | 85 a 89 | 8     |
| 0     | 80 a 84 | 4     |
| 4     | 75 a 79 | 0     |
| 4     | 70 a 74 | 4     |
| 24    | 65 a 69 | 16    |
| 16    | 60 a 64 | 24    |
| 16    | 55 a 59 | 8     |
| 16    | 50 a 54 | 16    |
| 20    | 45 a 49 | 32    |
| 28    | 40 a 44 | 20    |
| 0     | 35 a 39 | 12    |
| 4     | 30 a 34 | 4     |
| 8     | 25 a 29 | 4     |
| 20    | 20 a 24 | 16    |
| 8     | 15 a 19 | 4     |
| 12    | 10 a 14 | 16    |
| 8     | 5 a 9   | 0     |
| 0     | 0 a 4   | 0     |

## Economia
El 2007 la població en edat de treballar era de 298 persones, 227 eren actives i 71 eren inactives. De les 227 persones actives 211 estaven ocupades (111 homes i 100 dones) i 16 estaven aturades (8 homes i 8 dones). De les 71 persones inactives 32 estaven jubilades, 16 estaven estudiant i 23 estaven classificades com a «altres inactius».

### Ingressos
El 2009 a Souvigny-en-Sologne hi havia 215 unitats fiscals que integraven 474 persones, la mediana anual d'ingressos fiscals per persona era de 17.344 €.

### Activitats econòmiques
Dels 20 establiments que hi havia el 2007, 1 era d'una empresa extractiva, 1 d'una empresa alimentària, 3 d'empreses de construcció, 3 d'empreses de comerç i reparació d'automòbils, 1 d'una empresa de transport, 4 d'empreses d'hostatgeria i restauració, 1 d'una empresa immobiliària, 2 d'empreses de serveis, 1 d'una entitat de l'administració pública i 3 d'empreses classificades com a «altres activitats de serveis».
Dels 8 establiments de servei als particulars que hi havia el 2009, 1 era un taller de reparació d'automòbils i de material agrícola, 1 fusteria, 1 lampisteria, 1 electricista, 1 perruqueria i 3 restaurants.
Dels 3 establiments comercials que hi havia el 2009, 1 era una botiga de més de 120 m², 1 una botiga de menys de 120 m² i 1 una fleca.
L'any 2000 a Souvigny-en-Sologne hi havia 11 explotacions agrícoles que ocupaven un total de 720 hectàrees.

## Equipaments sanitaris i escolars
El 2009 hi havia una escola elemental integrada dins d'un grup escolar amb les comunes properes formant una escola dispersa.

## Poblacions més properes
El següent diagrama mostra les poblacions més properes.